# کوک (استرالیای جنوبی)
کوک (به انگلیسی: Cook) یک شهرک در استرالیا است که در استرالیای جنوبی واقع شده‌است.